# Club Atlético Osasuna "B"
El Club Atlético Osasuna B, comúnmente conocido como Osasuna Promesas, es el equipo filial del Club Atlético Osasuna. Fue fundado en 1964 y juega en la Primera Federación después de ascender en la temporada 2021/2022 como líder de su grupo.

## Estadio
Osasuna Promesas juega sus partidos como local en Tajonar, aunque ocasionalmente juega alguno de sus partidos en El Sadar. Inaugurado en 1982, tiene una capacidad para 4.000 espectadores y unas dimensiones de 105 x 68 metros. 

## Palmarés Nacional
- Temporadas en la Segunda Categoría (Segunda División de España): 0
- Temporadas en la Tercera Categoría (Segunda División B de España/Primera RFEF): 31
- Temporadas en la Cuarta Categoría (Tercera División de España/Segunda RFEF): 9
- Temporadas en Regional: 14
- Debut en Segunda División B de España: 1982-83
- Mejor puesto en la liga: 2.º en Segunda División B de España: 1989-90 y 1995-96
- Campeón de Cuarta Categoría (Tercera División de España): 1985/86, 1986/87, 2015/16 y 2018/19
- Subcampeón de Cuarta Categoría (Tercera División de España): 1981/82
- Subcampeón del Campeonato de España de Aficionados: 1964
- Campeón de la Copa de 3ª División: 1 (2014)

## Trofeos amistosos
- Trofeo Joaquín Segura (Tudela): (1) 2012

## Organigrama deportivo

### Plantilla 2025/2026
- La normativa de la LFP obliga a los jugadores del primer equipo a llevar dorsales del 1 al 25. Los jugadores con dorsales del 26 en adelante se consideran, a todos los efectos, jugadores del Club Atlético Osasuna "C".

### Altas y bajas 2025/26
| Jugador        | Posición       | Procedencia                  | Tipo             | Costo    |
| -------------- | -------------- | ---------------------------- | ---------------- | -------- |
| Jorge Moreno   | Defensa        | F.C. Cartagena               | Vuelta de cesión |          |
| Raúl Chasco    | Defensa        | Real Valladolid Promesas     | Libre            |          |
| Rafa Fernández | Guardameta     | C.D. Subiza                  | Libre            |          |
| Asier Bonel    | Delantero      | C.D. Subiza                  | Libre            |          |
| Aimar Bonel    | Centrocampista | C.D. Subiza                  | Libre            |          |
| Miguel Auría   | Centrocampista | C.D. Subiza                  | Libre            |          |
| Bruno Pérez    | Defensa        | C.D. Subiza                  | Libre            |          |
| Asier Larrión  | Defensa        | C.D. Subiza                  | Libre            |          |
| Mikel Serrano  | Defensa        | Unionistas de Salamanca C.F. | Traspaso         | ? €      |
| Anton Efremov  | Defensa        | Villarreal C.F. "B"          | Traspaso         | 80.000 € |

| Jugador           | Posición       | Destino              | Tipo          | Costo |
| ----------------- | -------------- | -------------------- | ------------- | ----- |
| Noel López        | Delantero      | Real Madrid Castilla | Fin de cesión |       |
| Ismael Sierra     | Defensa        | G.D. Estoril Praia   | Fin de cesión |       |
| Sixtus Ogbuehi    | Delantero      | C.D. Eldense         | Fin de cesión |       |
| Jorge Moreno      | Defensa        | Cádiz C.F.           | Libre         |       |
| Xabi Huarte       | Centrocampista | C.D. Tondela         | Libre         |       |
| Pablo Valencia    | Defensa        | Sin equipo           | Libre         |       |
| Nowend Lorenzo    | Delantero      | Sin equipo           | Libre         |       |
| Dani Sancho       | Delantero      | C.D. Tudelano        | Libre         |       |
| Christian Mutilva | Centrocampista | Arenas Club          | Libre         |       |
| Toni Herrero      | Defensa        | S.C. Farense         | Libre         |       |
| Pablo Moreno      | Delantero      | Sin equipo           | Libre         |       |
| Ibaider Gárriz    | Defensa        | C.D. Lugo            | Libre         |       |